# Ситне-Щелканово
Ситне-Щелканово — село в Ступинском районе Московской области России; в составе городского поселения Ступино.
Население — 3154 чел. (2021).

## Название
Первая часть названия села восходит к реке Ситне и имеет финно-угорское происхождение. Вторая часть вероятно связана с одним из видных ордынских баскаков Щелканом (Чол-ханом). Как известно, именно он в 1327 году проводил сбор дани в Твери и был убит восставшими против татар горожанами.

## История
Предположительно основано в XIV веке. Согласно писцовым книгам, в 1577 году в селе имелась деревянная церковь Покрова Пресвятой Богородицы.

Село Ситна вверх реки Ситенки Каневского стана в вотчине за Иваном, Петром да за Ондреем за Петровыми детьми Головина, а в селе церковь Покрова Пресвятой Богородицы, деревяна.
К начале XX века церковь обветшала. В 1830-х годах был новый каменный храм, во Имя Покрова Богородицы, с престолами во имя святителя Николая и во имя иконы Божьей Матери «Утоли моя печали» В 1894 году построено здание церковно-приходской школы.
В 1840 году было налажено производство дёгтя. Впоследствии завод выпускал сахар-сатурн, азотную, серную, уксусные кислоты, другие химические продукты. В 1958 году началась реконструкция завода, были построены и введены в эксплуатацию новые производственные мощности и объекты инфраструктуры. Завод получил название «Жилёвский завод пластмасс».
В 1994—2006 годах Ситне-Щелканово было центром Ситне-Щелкановского сельского округа.

## Физико-географическая характеристика
Село расположено в пределах Москворецко-Окской равнины, у истоков реки Ситни. Высота над уровнем моря — 183 метра. В окрестностях распространены леса. Почвы дерново-подзолистые слабоглеевые и дерново-подзолистые глеевые и глееватые.
По автомобильным дорогам расстояние до МКАД составляет 76 км, до районного центра города Ступино — 16 км. Ближайшая узловая железнодорожная станция Жилёво Павелецкого направления и Большого кольца Московской железной дороги расположена в посёлке городского типа Жилёво в 6 км к востоку от Ситне-Щелканова. Через село проходит старое Каширское шоссе. Вдоль восточной границы села проходит федеральная автодорога «Дон» М4
Климат
Село, как и весь Ступинский район, относится ко II поясу умеренно-континентального климата (с относительно холодной зимой и теплым летом); среднемесячная температура самого теплого месяца (июль) составляет +18,3 °С, холодного (январь) −7,1 °С. Преобладающими направлениями ветра в течение года являются южное и западное (повторяемость 16—21 %). Штилевая погода в данном районе, создающая неблагоприятные условия для рассеивания вредных примесей в атмосфере, наблюдается крайне редко (среднегодовая повторяемость — 4 %). Величина относительной влажности в районе колеблется от сезона к сезону и от года к году. По среднемноголетним данным, она составляет 60—70 %. Максимум осадков, как правило, приходится на июль, минимум — на февраль — апрель. Среднегодовое количество осадков составляет 450—650 мм.
Часовой пояс
Ситне-Щелканово находится в часовой зоне МСК (московское время). Смещение применяемого времени относительно UTC составляет +3:00. Истинный полдень — 12:11:48

## Население
| 2002 | 2006  | 2010  | 2021  |
| ---- | ----- | ----- | ----- |
| 2902 | ↘2641 | ↗2901 | ↗3154 |